# Szürke tamariska
A szürke tamariska (Tamarix ramosissima) a tamariskafélék (Tamaricaceae) családjához tartozó fás szárú növényfaj. A tamariskafélék egyik faja, amely akár a 8 méteres magasságot is elérheti, míg szélességben 5 méteresre is megnőhet. Örökzöld fa, mely a Közel-Keleten, Délnyugat-Ázsiában, és Dél-Ázsiában, valamint Délkelet-Európában honos.
A szürke tamariska fátyolszerű leveleivel szokatlan látványt nyújt. A kedvezőtlen ásványianyag tartalommal bíró talajokhoz is jól alkalmazkodó, szívós növényfajta, amely népszerűvé teszi a kertészek körében. Számos helyen szélfogóként, vagy sövényként ültetik. Apró virágai nyár végén kezdenek el nyílni és kora ősszel már el is virágzik. Kedveli a napos helyeket és a jó vízelvezetésű talajokat, mint, amilyen például a homok.
Régóta használják mezőgazdasági területeken szélfogóként, illetve árnyékoló növényként. A szürke tamariszkusz az Amerikai Egyesült Államok déli részén és Kalifornia államban invazív fajnak számít.

## Fordítás
Ez a szócikk részben vagy egészben  a   Tamarix ramosissima című angol Wikipédia-szócikk ezen változatának fordításán alapul.  Az eredeti cikk szerkesztőit annak laptörténete sorolja fel. Ez a jelzés csupán a megfogalmazás eredetét és a szerzői jogokat jelzi, nem szolgál a cikkben szereplő információk forrásmegjelöléseként.